# Psychedelický trance
Psychedelický trance, často také zkracováno jako psytrance, je forma elektronické hudby, která se vyvinula z Goa trance na začátku 90. let, kdy se začlenila do mainstreamemu. V některých kruzích a on-line komunitách je Psychedelic uváděn jako preferovaný název žánru, protože zahrnuje množství dalších žánrů – včetně Goa, melodického, temného, progresivního a suomi psytrance. Mezi slavnější psytrance festivaly v České republice patří Bio, Čarodějnice od HedoniXu nebo Mystický les.

## Historie psytrance v Česku
Psychedelic trance se do České republiky dostal relativně později oproti zbytku světa, ale za uplynulé 2 roky se dočkal poměrně velké popularity. V polovině 90. let zde převládalo především techno a další styly jako house, acid techno, hard trance, New beat a jiné pocházející především z Velké Británie, Belgie, Holandska a Německa. Ani naší zemi neminul obrovský rozmach komerčních housových a tech-housových parties, které jsou evropským tanečním mainstreamem. Kvůli těmto vlivům bylo u nás slovo trance spojováno hlavně s přízviskem „euro“ a podobně.
Pouze v roce 1995 do Prahy zavítaly na pozvání tehdejší silné agentury Planet Alfa němečtí DJs ze Spirit Zone a Paradise Production jako F.R.E.E., Dominic Sangeet Bentner a M23, kteří zde zahráli na několika parties v klubu Sluníčko. Vzhledem k tehdejšímu stádiu vývoje české taneční scény však k žádnému formování české odnože goascény nedošlo – tenkrát lidé chodili prakticky na všechno bez rozdílu stylu.
První ryze české psytrance parties u nás byly organizovány v roce 1999 diskžokeji Marthym, Rawem a jejich přáteli. Začali dělat undergroundové party především v oblasti Ostravy a Havířova a ve stejné době Fluorobotanics vytvořili svoje první plachty. Od té doby se Fluorobotanics stali nedílnou součástí skoro každé české psytrance party a v průběhu let se stali i mezinárodně uznávaní za svoje lyserdelické dekorace. Velký význam pro vývoj české scény měly undergroundové parties ve slovenských Piešťanech organizované skupinou lidí Cosmic Dance. Nebylo to daleko od českých hranic, a tak někteří lidé od nás cestovali na jejich akce, kde pocítili tu nepopsatelnou atmosféru psytrance parties.
Za první české DJs se dají brát Sonic Distortion, kteří vznikli na počátku roku 1998, kdy začali v Praze pořádat malé parties a po celou svou existenci se snažili prosazovat tuto hudbu a kulturu ve své nejčistší formě. Publikum ale nebylo nijak velké, protože lidé se moc nezajímali o něco nového, pokud to nebylo podpořeno silnou propagací a o asociacích se slovem trance se už v tomto článku také mluvilo. V roce 2000 na „scénu“ vstoupilo sdružení Hedonix a uspořádalo dvě akce v nejlepším pražském klubu Roxy. Nebyly to čistě psytrancové parties, ale nabídli novým lidem možnost zjistit, oč vlastně běží. Hedonix v tomto směru pokračovali uspořádáním několika dalších parties s účastí převážně ruských DJs a projektů. Tyto akce byly podporovány standardně velkou promotion, která tak přilákala mnoho nových lidí, ale neuvrhla psytrance do mainstreamu.
Za zrození české psytrance scény můžeme brát open-air Shakti, který se konal v létě roku 2000. Na tomto místě se asi poprvé sešlo to zásadní jádro současné české scény, přičemž mnoho z těchto lidí nemělo ještě moc povědomí o tomto stylu hudby. Shakti uspořádal bez oficiálního povolení Perplex (HedoniX) s podporou Sonic Distortion na vltavském nábřeží pod Starým Městem přímo v centru Prahy. Byla to pevná víra ve věc, která se vyplatila. Více než 600 lidí tančilo až skoro do poledne druhého dne s publikem přihlížejícím tomuto představení z mostu přímo nad akcí.
V průběhu roku 2001 se scéna začala dále rozšiřovat. Hedonix (který se poté rozdělil na dva různé promotéry), Sonic Distortion a pár dalších nadšenců uspořádalo mnoho klubových i venkovních akcí, které ostatní neponechávali bez povšimnutí, a podporovali tak mladou, právě zrozenou, scénu. Součástí akcí se stal i živý psychedelic VJing, ve kterém se často objevují záběry z dřívějších parties. Do Čech také začali jezdit i hosté ze zahraničí, mezi jinými jmenujme například Parasense, Matta Boom!a, nebo Tromesu.
Důležitou roli v české scéně hrál a hraje internet, díky kterému se šíří zprávy o parties a vůbec celé této kultuře. Na hlavním místě stojí server www.psytrance.cz, který již několik let poskytuje solidní základ a zdroj informací pro všechny, kdo se o tuto scénu zajímají. Nesmíme také zapomenout na nové české projekty, které se objevily v průběhu podzimu roku 2001 a začaly tak pracovat na české produkci, která se již brzy bude moci plně srovnávat s produkcí zahraniční (alespoň podle prvních kousků, které se zatím od těchto lidí objevily).
Rok 2002 proběhl ve standardních českých měřítkách, což znamená spousta větších i menších parties, v klubech i venku s mírně rostoucím počtem nových psyfreaků, z nichž asi nejvíc vzpomíná na oslavu čarodějnic Witches Valley nebo dvoudenní festival Protivín 2.002. Ze zahraničních projektů se tu objevili a svou hudbu zahráli němečtí Rastaliens, francouzský Absolum, ruský Transdriver, dánský Jahbo, švédský Metronome, izraelští Tul & Zoe nebo americký Quadra a také sem přijelo zahrát i mnoho DJs. Tento rok se také nese ve znamení prvních a úspěšných vystoupení českých projektů Gappeq a Mutant Star a kromě nich se objevila i spousta nových mladých DJs, kteří přináší čerstvý vítr do scény, pořádají vlastní malé parties a rozšiřují tak českou psychedelickou základnu. DJs ze Sonic Distortion se vydali do světa a zahráli na parties ve Francii, Německu, Belgii, Holandsku, Maďarsku nebo Španělsku. Tento rok také hodně našich lidí odcestovalo na velké festivaly v jižní Evropě, zejména portugalský Boom Festival, kam se vydal i celý autobus, a nebo na řecký Samothraki Dance Festival. To mělo za následek chvilkový útlum dění v průběhu srpna, ale v září se vše zase vrátilo do starých kolejí. Uvidíme, kam nás tento rok dovedou.

## Styl
Psychedelický trance má velmi rychlý a důrazný rytmus (obvykle mezi 140 a 150 BPM), je tedy rychlejší než ostatní formy trance či techno hudby. Psytrance využívá výrazné basové beaty, které doprovázejí celou skladbu, prvky z jiných odvětví hudby, například funk, techno, acid house, New beat, Eurodance bubnů ze stylu trance a jiných syntetických nástrojů. Vedení, rytmus a beaty se obvykle mění každých 32 beatů. Psychedelické trance skladby trvají obvykle 6–10 minut. Psytrance také využívá frekvenčních modulací mezního kmitočtu na syntetizéru.

## Odvozené styly

### Psybreak
Psybreak nebo psychedelický breakbeat je forma psychedelického trance vzniklá v pozdních 90. letech splynutím breakbeatové basové linky a jinak těžce ovlivnitelné psytrance stopy.

### Full on
Full on je forma psychedelického trance původem z Palestiny a Izraele, kde vznikla v průběhu 90. let. Výraz „full on“ je převzat z názvu první ze série kompilací, a prvního alba vydaného Hom-mega productions v roce 1998. Jiné zdroje uvádějí, že název vznikl z názvu festivalu Fullmoon, zatímco ostatní argumentují tím, že je název pouze frází, často používanou zejména v takto energické hudbě („That tune is really full-on!“). To pouze odkazuje na občasnou drogovou účast, která je spatřena na festivalech („full-on drugs“). Nejrozpoznatelnějším prvkem Full on psytrance stylu je takzvaná „rolling“ basová linka. Umělci reprezentující tento styl jsou například: Sesto Sento, Gataka, 1200 Micrograms, Bizzare Contact, Skazi, Astrix, 40% And more...

### Dark Psy
Dark neboli „temný“ psytrance (killer psytrance, dark psy, Forest trance, horror trance, horror psy) je temnější, rychlejší a zvrácenější forma psychedelického trance stylu, s tempem v rozsahu 145 až 180BPM. Původem tento styl vznikl v Rusku a Německu a nedávno expandoval i do jiných zemí.